# اویترویک
شهر اویترویک (به آلمانی: Osterwieck) در ایالت زاکسن-آنهالت در کشور آلمان واقع شده‌است.